# Філіп Шинделарж
Філіп Шинделарж (чеськ. Filip Šindelář; 30 жовтня 1979, Влашим) — чеський хокеїст, воротар. Виступав за різні чеські клуби.

## Ігрова кар'єра
1999 року Філіп дебютував у складі клубу «Їндржихув Градец». Згодом захищав кольори наступних команд «Брно», «Млада-Болеслав», «Спарта» (Прага), «Дубниця», «Білі Тигри Ліберець» та «Вітковіце». У складі останнього брав участь в двох Кубках Шпенглера 2012 та 2013 років.

## Тренерська кар'єра
З 2018 по 2022 роки тренерів воротарів юніорського та молодіжного складу клубу «Млада-Болеслав».